# Maria Kurowska (1924–2009)
Maria Kurowska (ur. 1924, zm. 14 stycznia 2009) – polska działaczka opozycji demokratycznej w latach 80. XX w., w czasie stanu wojennego szefowa Komitetu Pomocy Więzionym i Internowanym w Kielcach, współzałożycielka kieleckiej „Solidarności”, farmaceutka i działaczka społeczna.
Od 1990 r., prowadziła aptekę leków z darów, z którymi docierała do bezrobotnych i bezdomnych. Pracowała w Komisji Rewizyjnej Towarzystwa Dobroczynności, a także była działaczką Stowarzyszenia Dzieci Niepełnosprawnych. W 2005 r., została wyróżniona Nagrodą Miasta Kielce za rok 2004.

## Odznaczenia
- Krzyż Kawalerski Orderu Odrodzenia Polski